# أسامة هلالي
أسامة سليمان منصور هلالي (من مواليد 1979) عضو في تيار المستقبل الكردي في سوريا. هو كردي من المهالي من القامشلي، وكان أيضًا ناشطًا قاد الاحتجاجات خلال الانتفاضة السورية في عام 2011،  أسس لواء مشعل، وهي جماعة متمردة مسلحة تتألف من الأكراد والعرب. لقد قاتلت المجموعة، تحت قيادة هلالي، ضد قوات الحكومة السورية ووحدات حماية الشعب ذات الأغلبية الكردية بين عامي 2012 و2013، أثناء الحرب الأهلية السورية، وعلى الأخص في معركة رأس العين الأولى.

## النشأة
ولد هلالي في عام 1979 في مدينة القامشلي، في محافظة الحسكة شمال شرق سوريا. لقد درس حتى الصف التاسع، وبعد ذلك عمل كرسام. لقد علّمه أصدقاؤه، وبعضهم نشطون سياسيًا، أن يقرأ ويكتب باللغة الكردية. زار هلالي قبور شيخموس حسن ومحمد شيخ مرة واحدة. انتقل إلى المملكة العربية السعودية في عام 2005، قبل أن يعود إلى القامشلي في عام 2008 لافتتاح متجر مستلزمات فنية مع والده.
قبل الحرب الأهلية السورية، كان هلالي متورطًا في نزاع بين شقيقته وزوجها حيث قتل هلالي صهره بسكين وادعى أنه حدث في إطار الدفاع عن النفس. وفي مقابلة مع كردووتش في مارس 2013، ادعى هلالي أنه بعد انتهاء الحرب، سوف يسلم نفسه إلى محكمة مدنية و«نزيهة» على ما حدث.

## الحرب الأهلية السورية

### تنظيم الاحتجاجات
مع اندلاع الانتفاضة السورية في مارس 2011، انضم هلالي إلى نشطاء آخرين لتنظيم مظاهرات مناهضة للاحتجاجات في القامشلي. كان أحد المساجد التي نظمت فيها الاحتجاجات هو المسجد الرئيسي في القامشلي، والذي يقع بالقرب من متجر هلالي. لقد وفر المياه والطعام والطلاء للمتظاهرين من متجره. وخلال الاحتجاجات، التقى بأعضاء من تيار المستقبل الكردي، وأسس حركة شمس الحرية مع منظمي مظاهرات احتجاج آخرين في المدينة. وفي 30 أبريل، اعتقلت قوات الأمن هلالي وناشط آخر. وبعد الإفراج عنه في وقت لاحق، انضم إلى تيار المستقبل الكردي. تم اعتقاله مرة أخرى في 31 أغسطس 2011.
خلال صيف عام 2012، اشتهر هلالي بحمل علب المياه ورش المحتجين الآخرين بالمياه. لقد اتهمته قناة الدنيا المؤيدة للحكومة بإضافة مواد مخدرة إلى الماء لتحريض المحتجين. أعطى هذا الادعاء هلالي لقب «مبيدات الحرية». احتجزته شعبة الاستخبارات العسكرية لمدة 15 يومًا، وكذلك مرة أخرى على أيدي شرطة مكافحة الشغب في نهاية يوليو لمدة 10 أيام. كما أطلق هلالي واثنان من أصدقائه النار على منزل رجل مجاور اتهموه بإطلاق النار في الهواء لتفريق الاحتجاجات.
اتُهم هلالي بإطلاق النار وقتل شقيقه هوزان في حي كورنيش القامشلي في 11 يونيو 2012 حيث هرب بعدها واختبأ في منزل عبد العزيز تمو، شقيق مؤسس تيار المستقبل الكردي وزعيمه مشعل تمو، الذي اغتيل في القامشلي في 7 أكتوبر 2011، في الدرباسية. وبحلول شهر أغسطس، أنهى هلالي رشه للمياه وانتقل إلى إنشاء لافتات والمشاركة في تدريبات المجالس المحلية في محافظتي الحسكة ودير الزور. وخلال الشهر نفسه، داس على لغم أرضي على الحدود التركية السورية خلال رحلة مع عضو آخر في تيار المستقبل الكردي إلى تركيا، وأدخل المستشفى في الشهرين المقبلين.

### أنتقل إلى الأنشطة المسلحة
بعد إطلاق سراحه من المستشفى، ترك هلالي زوجته وابنتيه في القامشلي للانضمام إلى التمرد المسلح. التحق أولًا بمجموعة من الجيش السوري الحر في محافظات حماة وإدلب وحلب، وأصيب أثناء القتال في إدلب. لقد ورد أن مقاتلين آخرين في المجموعة قاموا برفع العلم الكردي عليه. وبعد استيلاء المتمردين على تل أبيض في سبتمبر 2012، انتقل هلالي إلى هناك وأنشأ لواء مشعل، الذي سمي على اسم مشعل تمو. اتصل هلالي بمقاتلين آخرين في حلب وإدلب للانضمام إلى مجموعته، وجعل رأس العين قاعدة لها بعد أن استولت عليها جماعات المتمردين الأخرى من القوات الحكومية في نوفمبر.
في 19 نوفمبر 2012، اندلعت اشتباكات بين وحدات حماية الشعب والمتمردين الآخرين في رأس العين، مع انضمام مجموعة هلالي إلى القتال ضد وحدات حماية الشعب، مما أسفر عن مقتل 4 من مقاتليه في اليوم الأول. وبحلول مارس 2013، كان لواء مشعل يتألف من قرابة 50 مقاتلًا، بينهم ما بين 10 و36 في رأس العين، و25 في تل أبيض، و10 في تل حميس. كان من بين المقاتلين عراقي قاتل القوات المسلحة الأمريكية في الفلوجة كجزء من جيش محمد. وصفت وكالة فرات للأنباء التابعة لحزب الاتحاد الديمقراطي، الذي أشرف على وحدات حماية الشعب، هلالي وأعضاء جماعته بالإرهابيين والمرتزقة، واتهمته بالتحالف مع الجماعات الإسلامية المتطرفة وتسهيل دخولهم في المناطق الكردية. كما ادعت الوكالة أن الكثير من الشباب الكردي انشق عن لواء مشعل وانضم إلى وحدات حماية الشعب. نفى هلالي تعاونه مع جبهة النصرة التابعة لتنظيم القاعدة والتي كان مقرها على بعد شارع منه، وادعى أن جماعته عملت فقط مع المجلس العسكري الثوري في الحسكة. تفاوضت إدارة الموارد البشرية على وقف إطلاق النار مع وحدات حماية الشعب في 17 فبراير، لكن التوترات بين لواء مشعل وقوات حماية الشعب ظلت مرتفعة. وفي يوليو، تجدد القتال في رأس العين، وطردت وحدات حماية الشعب النصرة وغيرها من الجماعات المتمردة، بما في ذلك لواء مشعل، من المدينة. ثم أصبحت رأس العين نقطة اشتعال الصراع بين وحدات حماية الشعب وحلفائها من جهة والنصرة، وتنظيم الدولة الإسلامية (داعش)، وغيرها من الجماعات الجهادية السلفية على الجانب الآخر.
اتهمت الوكالة لواء مشعل بلقاء داعش والنصرة وأحرار الشام في محاولة للاستيلاء على رميلان من وحدات حماية الشعب في 16 يوليو 2013. وبعد طرده من رأس العين، توجه هلالي إلى محافظة الرقة. وهناك، تم اعتقاله من قبل داعش وسجن وعذب لمدة 40 يومًا، حسبما ورد، لكونه كرديًا وعلماني. تم إطلاق سراحه وبقي في اليعربية، على الحدود الشمالية الحدود السورية العراقية، لمدة شهر ثم عاد إلى تل أبيض، واعتقله داعش مرة أخرى في ديسمبر.